# Church Office Building
El Church Office Building o LDS Office Building es un edificio de 28 pisos y 128 metros de altura en la ciudad de Salt Lake City, la capital del estado de Utah (Estados Unidos). Alberga al personal de apoyo administrativo para el ministerio laico de La Iglesia de Jesucristo de los Santos de los Últimos Días (Iglesia SUD) en todo el mundo. Está ubicado dentro del complejo de la Manzana del Temploen la esquina de North Temple y State Street. Hay una plataforma de observación interior en el piso 26. Desde su inauguración en 1973 hasta 1998, fue la estructura más alta del estado.

## Historia
El edificio fue diseñado por Georgius Y. Cannon a un costo de construcción de 31 millones de dólares. La construcción se llevó a cabo de 1962 a 1972. Se inauguró oficialmente el 24 de julio de 1975 , aunque ya estaba en uso parcial en 1972. Tras su finalización, el liderazgo de la Iglesia SUD centralizó las oficinas de la iglesia en este lugar, lo que ha facilitado la dirección de la organización religiosa en expansión. El trabajo realizado dentro del edificio incluye la producción de revistas relacionadas con la iglesia, traducción de materiales de la iglesia a numerosos idiomas, regulación de los esfuerzos misioneros, producción de películas de la iglesia y asuntos relacionados con la construcción de templos (SUD), y más. En 1985, la Sociedad Genealógica se trasladó a otro edificio al otro lado de la calle. Durante los Juegos Olímpicos de Invierno de 2002, el lado oeste del edificio estaba cubierto con la imagen de una patinadora artística.

## Descripción
El vestíbulo del edificio está dominado por un enorme mural que representa la Gran Comisión. El vestíbulo también cuenta con una estatua en honor a los sacrificios de los pioneros mormones, que representa a un esposo y una esposa enterrando a un bebé. La inscripción dice: "Que las luchas, los sacrificios y los sufrimientos de los pioneros fieles y la causa que representaron nunca serán olvidados".
Los primeros cuatro pisos del edificio se expanden hacia afuera, hacia el oeste y el este, para formar alas. El lado norte de cada una de estas alas no tiene ventanas, cada una con fachadas de piedra, con grandes óvalos que contienen mapas en relieve de los dos hemisferios de la tierra. En la torre misma, las fachadas sur, oeste y este cuentan con un patrón de rayas verticales estrechamente espaciadas de columnas de cuarcita fundida que flanquean las estrechas ventanas, que recuerda visualmente al antiguo World Trade Centerde Nueva York, una estructura contemporánea. La fachada norte del edificio está marcada por una estrecha pared en blanco en el centro, que indica el elevador y el núcleo de servicio del edificio, con el patrón regular de rayas a ambos lados. Esta parte central de la torre se eleva dos pisos por encima de la plataforma de observación en el piso 26 y sobresale ligeramente hacia afuera en el lado sur.
La plataforma de observación está abierta al público de forma gratuita. Ofrece una buena vista de la isla Antílope y el Gran Lago Salado al noroeste, la cordillera Wasatch al norte y al este, el horizonte de la ciudad al sur, las montañas Oquirrh a al oeste, y la Manzana del Templo al oeste inmediato. Los visitantes también pueden realizar un recorrido gratuito por los jardines que rodean el edificio. Los jardines se rediseñan completamente cada seis meses y cuentan con una variedad de plantas y flores exóticas.